# Johann Friedrich Wessels
Johann Friedrich Wessels (* 17. November 1836 in Bremen; † 9. September 1919 ebenda) war ein Küpermeister, Schifffahrtskaufmann und Senator.

## Leben
Wessels erlernte das Küperhandwerk von Vater und Großvater, er wurde 1860 Küpermeister. Mit seinem jüngeren Bruder gründete er 1873 die Küperei Firma Gbr. Wessels. 1884 machte er sich als Schifffahrtskaufmann selbstständig. Er war zeitweise Teilhaber der Bremer Schiffsbaugesellschaft, einer Werft, die 1895 in der Bremer Vulkan Werft aufging. Er gehörte zu den Gründern des Germanischen Lloyd und war von 1889 bis 1919 dessen Aufsichtsratsvorsitzender.
Seit 1876 gehörte er der Bremischen Bürgerschaft an und wurde am 25. März 1891 in den Bremer Senat gewählt. Am 1. November 1918 trat er aus Altersgründen aus dem Senat aus.